# شهرستان منیفی (کنتاکی)
شهرستان منیفی، کنتاکی (به انگلیسی: Menifee County, Kentucky) یک سکونت‌گاه مسکونی در ایالات متحده آمریکا است که در کنتاکی واقع شده‌است.